# Цой Пон Нам
Цой Пон Нам, другой вариант — Цой Пон-Нам (1912, Таудеми, Ново-Литовская волость, Ольгинский уезд, Приморская область, Российская империя - 1958, Верхне-Чирчикский район, Ташкентская область, Узбекская ССР, СССР) — бригадир колхоза «Правда» Верхне-Чирчикского района Ташкентской области, Узбекская ССР. Герой Социалистического Труда (1954).

## Биография
Родился в 1912 году (по другим сведениям — в 1902 году) в крестьянской семье в корейском селе Таудеми Сучанской волости.
В 1930-х годах трудился в местном колхозе «Молния». В 1937 году депортирован на спецпоселение в Ташкентскую область Узбекской ССР. С 1938 года — рядовой колхозник в колхозе «Правда» Верхне-Чирчикского района. С 1950 года — бригадир полеводческой бригады в этом же колхозе.
В 1953 году полеводческая бригада под руководством Цой Пон Нама собрала в среднем с каждого гектара по 119,1 центнеров зеленцового стебля джута на участке площадью 44,2 гектаров. Указом Президиума Верховного Совета СССР от 8 февраля 1954 года удостоен звания Героя Социалистического Труда за «получение высоких урожаев зеленцового стебля джута в 1953 году при выполнении колхозом обязательных поставок и контрактации по всем видам сельскохозяйственной продукции, натуроплаты за работу МТС» с вручением ордена Ленина и золотой медали «Серп и Молот».
Скончался в 1958 году. Похоронен на кладбище бывшего колхоза «Правда» Верхне-Чирчикского района (сегодня — хозяйство «Гулистан» Юкарычирчикского района).
Награды
- Герой Социалистического Труда
- Орден Ленина (1954)
- Почётная грамота Президиума Верховного Совета Узбекской ССР (1964)